# Zita Bourbonsko-Parmská
Zita Bourbonsko-Parmská, celým jménem Zita Maria delle Grazie Adelgonda Micaela Raffaela Gabriella Giuseppina Antonia Luisa Agnese, Principessa di Borbone di Parma, (9. května 1892 Villa Pianore u Luccy, Itálie – 14. března 1989 Zizers, Švýcarsko) byla manželka posledního rakouského císaře a českého a uherského krále Karla I., poslední císařovna rakouská, královna česká a uherská (v letech 1916–1918).

## Dětství a mládí

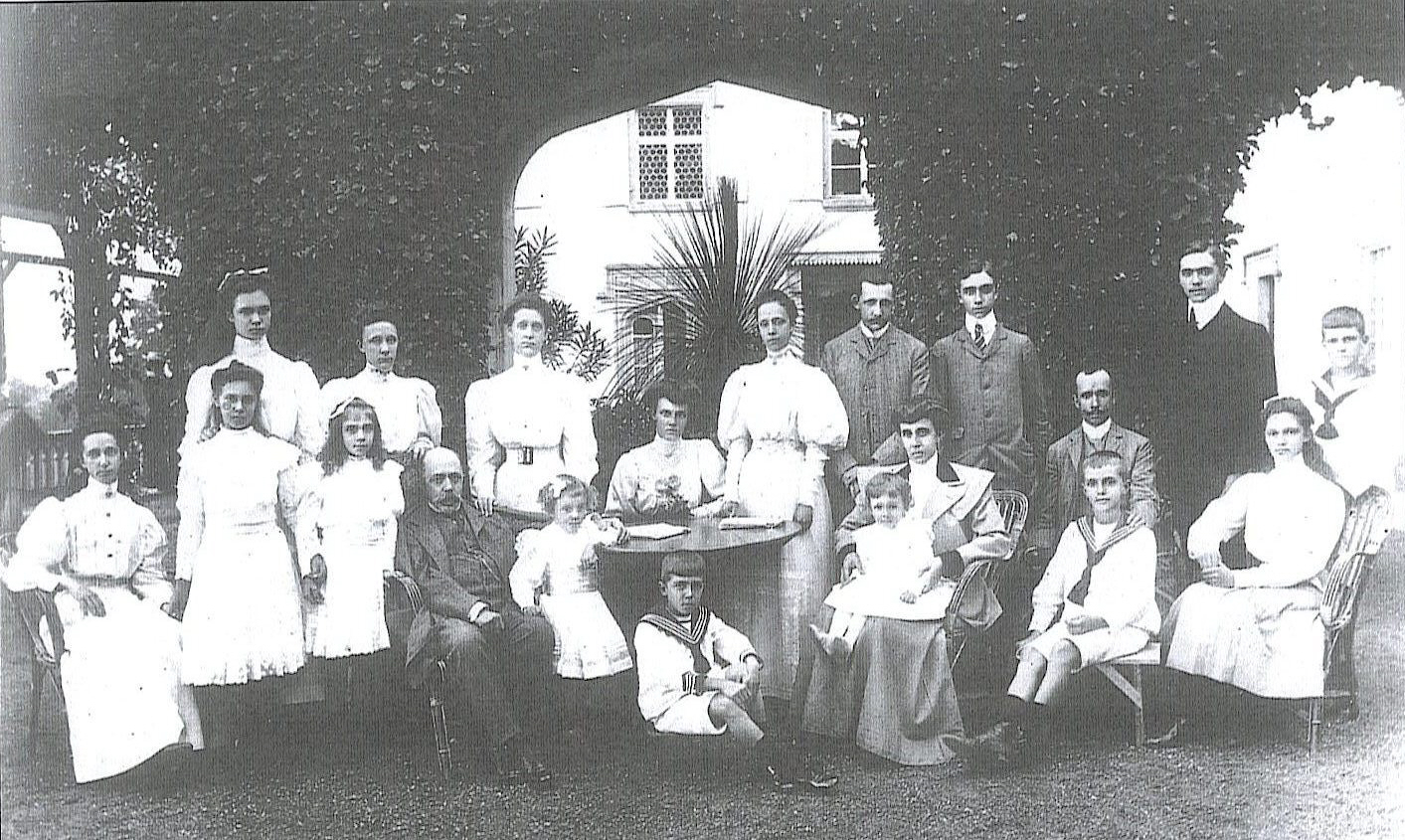
Zita, sedící úplně vpravo, se svými rodiči a sedmnácti sourozenci (1906)

Zita Bourbonsko-Parmská se narodila 9. května 1892 ve Villa delle Pianore (rozsáhlé panství mezi městy Pietrasanta a Viareggio) v italské provincii Lucca. Své poměrně neobvyklé jméno Zita („děvče“) dostala po populární světici, žijící v Toskánsku ve 13. století. Byla pátým dítětem sesazeného vévody parmského Roberta I. z jeho druhého manželství s portugalskou infantkou Marií Antonií Portugalskou (dcerou krále Michala I. Portugalského a Adelaidy Löwenstein-Wertheim-Rosenbergové) a celkově sedmnáctým potomkem z vévodových čtyřiadvaceti dětí. Vévoda Robert měl ze svého prvního manželství s Marií Piou z Obojí Sicílie dvanáct dětí, šest z nich však bylo mentálně retardovaných a tři zemřely v dětství. V roce 1882 ovdověl a o dva roky později se oženil s Marií Antonií – druhé manželství přineslo dalších dvanáct dětí včetně Zity.
Zitin otec byl posledním titulárním vévodou z Parmy, odkud byl vyhoštěn piemontskou armádou a společně se svou druhou ženou našli azyl ve Schwarzau am Steinfeld (Dolní Rakousy). Nárok na trůn ztratil ještě jako dítě po Sjednocení Itálie v roce 1859. Početná rodina pak pravidelně cestovala mezi Villou Pianore a jejich zámkem v dolnorakouském Schwarzau. Byly to hlavně tyto dvě rezidence, kde Zita strávila svá léta dospívání. Většinu roku trávili v Rakousku, na podzim se vraceli do Pianore a zpět odjížděli zase na jaře. K cestování mezi panstvími rodině sloužila zvláštní vlaková souprava čítající šestnáct vozů.
V mládí se Zitě dostalo vynikajícího vzdělání, hovořila – stejně jako její sourozenci – plynně několika jazyky: francouzsky, německy, italsky, španělsky, portugalsky a anglicky. Později vzpomínala: „Vyrůstali jsme internacionálně. Můj otec sám sebe považoval především a hlavně za Francouze a strávil několik týdnů každý rok s nejstaršími dětmi na zámku Chambord, jeho kmenovém panství na Loiře. Jednou jsem se ho zeptala jak by nás popsal. Odpověděl: ,Jsme francouzská knížata, která vládla v Itálii.‘ Opravdu, ze všech dvaceti čtyř dětí jen tři, včetně mne, se skutečně narodily v Itálii.“
Rodinná výchova jí pevně vštípila odpovědnost a křesťanskou péči o potřebné, neboť část jejích starších sourozenců byla těžce tělesně nebo duševně postižena a princezna Zita se o ně starala od raného mládí. Od deseti do patnácti let navštěvovala internátní klášterní školu Salesiánek v hornobavorském Zangbergu. Na škole byl přísný režim studia a řeholnické podmínky. Zpět byla povolána na podzim roku 1907, kdy zemřel její otec. Její babička z matčiny strany poslala Zitu a její sestru Františku do kláštera na ostrově Wight (u pobřeží Anglie), k dokončení studia. Vychovávány jako zbožní katolíci, děti z rodiny vévody parmského se pravidelně věnovaly dobročinné práci pro chudé. Ve Schwarzau rodina darovala přebytečné tkaniny na oblečení. Zita a Františka osobně rozvážely jídlo, šatstvo, a léky potřebným v Pianore. Tři ze Zitiných sester se staly řeholnicemi a po jistý čas o této cestě uvažovala i ona. Měla však slabé zdraví, a proto byla poslána na dvouleté tradiční léčby po evropských lázních. Po pobytu v klášterním pensionu se v sedmnácti letech setkala na zámku Schwarzau s arcivévodou Karlem, tehdy dvaadvacetiletým důstojníkem, jenž sloužil u dragounského pluku v Brandýse nad Labem.

## Svatba

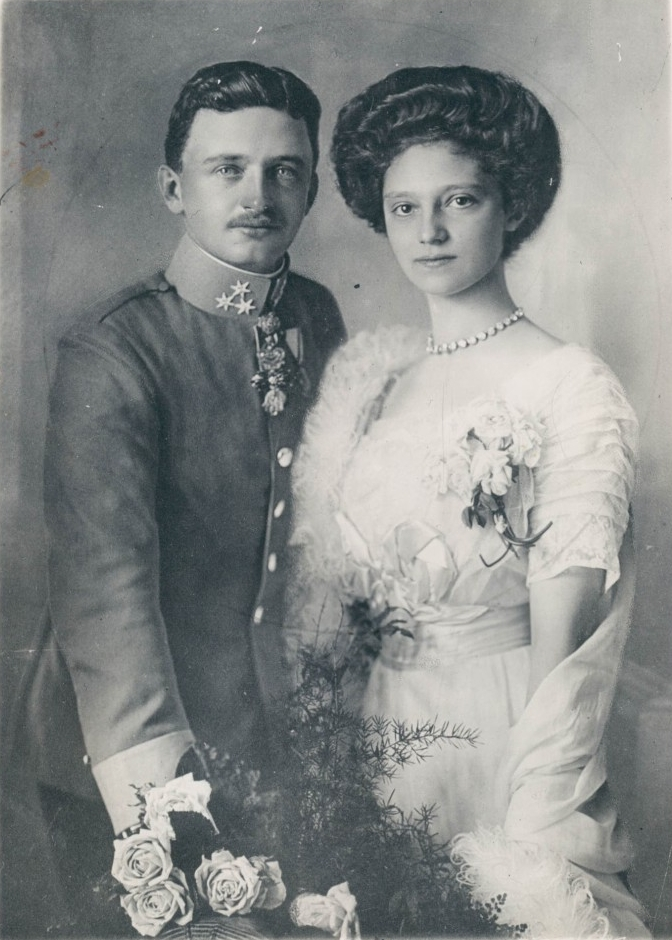
Karel a Zita jako snoubenci. Fotografie rakouského fotografa Carla Pietznera z července 1911

V těsné blízkosti zámku Schwarzau byla Villa Wartholz, rezidence arcivévodkyně Marie Terezie Rakouské, Zitiny tety z matčiny strany. Ta byla nevlastní matkou arcivévody Oty, jenž zemřel v roce 1906, a nevlastní babičkou arcivévody Karla, jenž byl v té době druhým v pořadí nástupnictví na rakousko-uherský trůn. Obě dcery arcivévodkyně Marie Terezie byly Zitinými sestřenkami a Karlovými vzdálenými tetami. Jako děti se Karel a Zita setkali, ale neviděli se téměř deset let, jelikož každý z nich studoval jinde. Roku 1909 byl Karlův dragounský pluk umístěn v Brandýse nad Labem, odkud navštěvoval svoji tetu ve Františkových Lázních. Během jedné z těchto návštěv se Zita a Karel znovu seznámili.
Karel byl nucen do sňatku (arcivévoda František Ferdinand, jeho strýc a první nástupce na trůn, se morganaticky oženil, a jeho děti byly vyloučeny z nástupnictví), neboť Zita měla vhodný královský původ. Zita později vzpomíná: „Samozřejmě jsme se rádi znovu setkali a stali se blízkými přáteli. Z mé strany se city vyvíjely postupně příští dva roky. On však byl zřejmě rozhodnut o mnoho rychleji a byl ještě raději, když se na podzim 1910 roznesla fáma o mém zasnoubení s mým vzdáleným španělským příbuzným, Donem Jaimem, vévodou madridským. Když se to arcivévoda dozvěděl, přišla spěšná zpráva z jeho posádky v Brandýse a zastihla jeho babičku, arcivévodkyni Marii Terezii, jež byla zároveň mojí tetou a přirozenou důvěrnicí v podobných záležitostech. Ptal se, zda je ta fáma založená na pravdě a když bylo řečeno že nikoli, odvětil: ,Inu, měl bych si raději každopádně pospíšit, nebo se zasnoubí s někým jiným.‘“

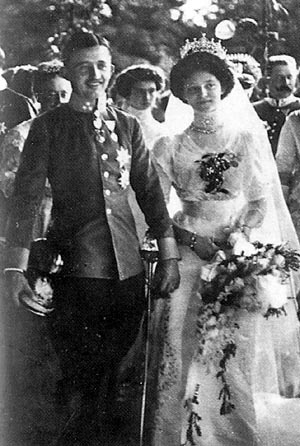
Svatba Zity a Karla, 21. října 1911

Arcivévoda Karel odcestoval do Villy delle Pianore u Luccy a požádal Zitu o ruku a dne 13. června, 1911 bylo oznámeno jejich zasnoubení rakouskému císařskému dvoru. Zita v pozdějších letech vzpomínala, že po jejich zasnoubení vyjádřila Karlovi své obavy o osud rakouského impéria a problémy monarchie. Karel a Zita byli oddáni 21. října stejného roku na zámku Schwarzau am Steinfeld. Svatebního obřadu a hostiny se účastnil i Karlův prastrýc, tehdy jednaosmdesátiletý císař František Josef, chtěje tak přispět svému nástupci k náležité svatbě. Byl dobře naladěn a dokonce pronesl slavnostní přípitek při svatební hostině. (Mezi mnohými hosty se svatby účastnil i nástupce trůnu František Ferdinand d'Este.) Svatební obřad byl zaznamenán na film hrabětem Alexanderem Kolowrat-Krakowským.
Mladý pár žil v Brandýse a později i v haličské Kolomyji, Zitin manžel postupoval v hodnostech a funkcích, až se stal velitelem pluku. 20. listopadu 1912 se ve vile Wartholz u Rychnova na Rakousu manželům narodil první syn, arcivévoda Ota František Josef, v příštích deseti letech následovalo ještě dalších sedm sourozenců.
V roce 1913 se Zita společně s rodinou přestěhovala na zámek Hetzendorf ve Vídni-Meidlingu.

## Manželka následníka trůnu
V té době arcivévoda Karel, kterému bylo dvacet šest, neočekával, že se stane brzy císařem, zvláště když se František Ferdinand těšil dobrému zdraví. To se však změnilo 28. června 1914, když byl na následníka trůnu a jeho ženu Žofii bosenskosrbskými nacionalisty spáchán atentát v Sarajevu. Karel a Zita obdrželi telegram o tragédii ještě týž den. Ona prohlásila o manželovi: „Přestože byl nádherný den, viděla jsem, jak jeho obličej zbledl v záři slunce.“
Ve válce, která následovala po atentátu, byl Karel povolán jako generál rakouské armády, kde převzal velení 20. armádního sboru při ofenzívě v Jižním Tyrolsku. Válka byla pro Zitu osobně velmi těžká, neboť někteří z jejích bratří bojovali jak na rakouské straně, tak i na straně opačné (princ Felix a princ René bojovali v rakouské armádě, zatímco princ Sixtus a princ Xaver žili před válkou ve Francii a byli proto zařazeni do belgické armády. Stejně tak její rodná Itálie vedla válku proti Rakousku v roce 1915, a proto se začaly objevovat pomluvy o „Italce“ Zitě. Dokonce teprve až v roce 1917 německý velvyslanec ve Vídni, hrabě Otto Wedel, napsal do Berlína: „Císařovna pochází z italské vévodské dynastie... lidé ne zcela důvěřují této Italce a její příbuzenské linii.“ Na žádost Františka Josefa Zita a její děti opustili svou rezidenci v Hetzendorfu a přestěhovali se do apartmá v zámku Schönbrunn. Zde Zita strávila mnoho hodin s letitým císařem při formálních i neformálních hovorech, při nichž se jí František Josef svěřil se svými obavami o budoucnost. Císař František Josef zemřel na bronchitidu a zápal plic ve věku 86 let dne 21. listopadu 1916. „Pamatuji si na tu milou baculatou postavu knížete Lobkowicze přistupující k mému manželovi,“ vzpomínala později Zita, „a se slzami v očích udělal znamínko kříže na Karlově čele. Když tak učinil, řekl: ,Nechť Bůh ochraňuje Vaše Veličenstvo.‘ To bylo poprvé, kdy jsme uslyšeli, že nás někdo oslovil císařským titulem.“

## Císařovna a královna

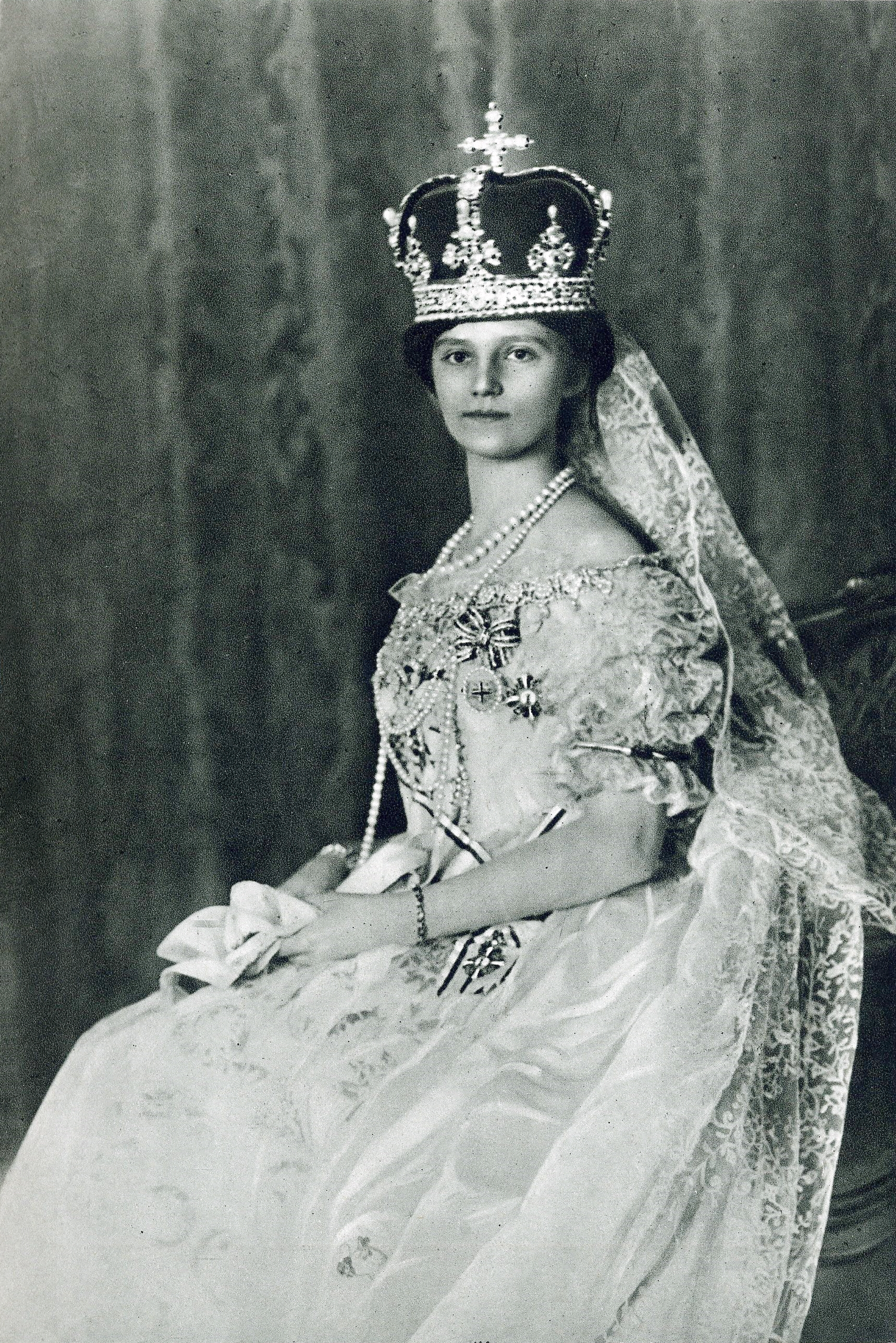
Zita jako uherská královna (při korunovaci svého muže v Budapešti v prosinci 1916)

Karel a Zita byli korunováni v Budapešti dne 30. prosince 1916 na krále a královnu Uherska. Po korunovaci se konal banket, a tím veškeré oslavy skončily, neboť císařský pár nepovažoval za vhodné činit příliš okázalé oslavy v době, kdy země byla ve válce. Karel měl z důvodů politických i osobních zájem na korunovaci českým králem, avšak z důvodu nedostatku času kvůli probíhající válce ke korunovaci v Praze nedošlo.
Plný titul Zity nyní zněl (srov. Velký titul rakouských císařů):
Zita, císařovna rakouská, korunovaná královna uherská, královna česká, dalmatská, chorvatská, slavonská, haličská, vladiměřská a illyrská, královna jeruzalémská, arcivévodkyně rakouská, velkovévodkyně toskánská a krakovská, vévodkyně lotrinská a barská, salcburská, štýrská, korutanská, kraňská a bukovinská, velkokněžna sedmihradská, markraběnka moravská, vévodkyně Dolního a Horního Slezska, Modeny, Piacenzy a Guastally, osvětimská a zatorská, těšínská, furlanská, raguská a zarská, okněžněná hraběnka habsburská a tyrolská, kyburská, gorizijská a gradišská...
Kněžna tridentská a brixenská, markraběnka Horní a Dolní Lužice a na Istrii, hraběnka hohenemská, feldkirchská, bregenzská a sonnenberská, paní z Terstu, z Kotoru a na Vindické marce, velkvojvodkyně Vojvodiny Srbské.
Infantka španělská, princezna portugalská a parmská.
Na počátku svého panování se Karel ve Vídni téměř nevyskytoval, proto nechal zřídit přímou telefonní linku z Badenu, kde byla umístěna Karlova vojenská velitelství, do Hofburgu. Často telefonicky hovořil se Zitou, kdykoli byli odloučeni. Mladá arcivévodkyně oplývala energií a houževnatostí, měla vliv na svého manžela, často upevňovala jeho vůli, kdykoli váhal a hrála významnou politickou roli. Dokonce chtěla být diskrétně přítomna audiencím s ministerským předsedou nebo vojenským poradám a zvláště se zajímala o sociální politiku. Ovšem vojenské záležitosti byly výhradně Karlovou doménou. Energická a houževnatá Zita doprovázela svého chotě do provincií a na frontu a sama se zabývala charitativní prací a návštěvami raněných vojáků v nemocnicích.
Aby se zabránilo zhroucení mnohonárodnostního státu, byl na jaře 1917 učiněn tajný pokus o vyjednání mírové dohody se státy Dohody. Po zveřejnění tzv. Sixtova dopisu císaře Karla francouzským ministerským předsedou byla Zita propagandou německých nacionalistů v Rakousku označena za „italskou zrádkyni“ a Karel jako „pantoflový hrdina podřízený své italské manželce“.
Když měl Karel 11. listopadu 1918 předložit prohlášení o vzdání se nároku výkon právních záležitostí, řekla pouze:
| „ | Nikdy! Panovník nemůže ztratit vladařská práva. To je násilnost, která se neslučuje s právem. Abdikace nikdy – raději zemřu tady a teď s tebou a potom nastoupí Otto. A máme-li padnout všichni – zbývá ještě alespoň jeden z rodu Habsburků. | “ |

I přes Zitin protest vzdal se Karel „všeho podílu na státních záležitostech“, ovšem zatím neabdikoval. Císařská rodina musela opustit zámek Schönbrunn a byla převezena na zámek Eckartsau na Moravském poli u Vídně. Dne 12. listopadu byla provizorním Národním shromážděním v Rakousku vyhlášena republika Německo-rakouská. Karel, obávající se ohrožení životů příslušníků své rodiny dle zkušeností z revolučního Ruska o rok dříve, raději podepsal svou abdikaci na rakouský trůn. Císařovna se však cítila být panovnicí z milosti Boží a neustále, i později ve švýcarském exilu, požadovala obnovení panovnických nároků alespoň v Uhrách.

## Život vexilu (od roku 1919)

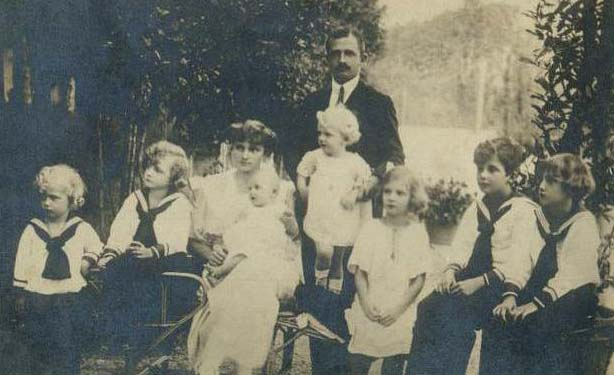
Karel s rodinu ve švýcarském exilu (1921)

24. března 1919 se Zita i se svou rodinou odebrala do exilu ve Švýcarsku. 3. dubna byl schválen „Habsburský zákon“, jímž byli všichni členové Habsburské-lotrinské dynastie z Německého Rakouska vyhoštěni a jejich majetek byl zkonfiskován.
Nejprve se zdržovali na zámku Wartegg u Rorschachu na Bodamském jezeře. 20. května přesídlili do Pranginsu na Ženevském jezeře. Zita pokládala znovunabytí práva na trůn jako povinnost danou shůry, proto povzbuzovala Karla, aby se nevzdával a podporovala ho při jeho pokusu o návrat na trůn. Doprovázela Karla v říjnu 1921 při jeho druhém pokusu v Uhrách, který však ztroskotal. Po krátkém nuceném pobytu v opatství Tihany na Balatonu se Zita a Karel dne 1. listopadu nalodili na britskou dunajskou loď Glowworm, která je převezla k Černému moři a poté se na anglickém křižníku Cardiff dostali přes Gibraltar až na portugalský ostrov Madeira, kam dorazili 19. listopadu. Jejich děti za nimi přijely teprve 2. února 1922.
Rodina byla bez prostředků. V nevyhovujících podmínkách dne 1. dubna císař Karel podlehl zápalu plic. Zita se naráz ocitla ve velmi obtížné situaci, v níž se však plně projevila nezlomnost jejího charakteru. Dokázala se vyrovnat s finančními problémy, vychovala všechny své děti, umožnila jim dosáhnout maximálního vzdělání i důstojného společenského postavení. Od smrti manžela nosila až do samého konce svého života černý vdovský šat.
Zita také plnila roli poručníka nového následníka trůnu Oty. Nyní již 30letá vdova musela sama pečovat o sedm dětí (osmý potomek se narodil dva měsíce po Karlově smrti). 31. května přesídlili do vily Uribarren v Lequeitiu v Baskicku.
Od roku 1929 bydlela Zita s rodinou na zámku Ham poblíž Bruselu (Belgie). Roku 1935 probíhala vyjednávání mezi Otou a vládou Kurta Schuschnigga o zrušení Habsburského zákona a obnovení monarchie. Habsburský zákon z roku 1919 byl kancléřem Schuschniggem skutečně částečně zrušen. Ovšem anšlusem Rakouska k hitlerovskému Německu 13. března 1938 byly výhledy na obnovení monarchie zmařeny.
V květnu 1940 po německých náletech na Belgii a Francii uprchla Zita se svou rodinou přes Dunkerque, Paříž a Bordeaux do Španělska a později do Portugalska. V červenci vycestovali členové Habsburské rodiny do USA. Zatímco Zita a mladší z dětí se usadili v Québecu (Kanada), ostatní zůstali v USA. Otto se etabloval v New Yorku. Zita se třikrát setkala s prezidentem Rooseveltem a agitovala o lepší zacházení s její vlastí. Po skončení války organizovala společně se svou rodinou akce Care-Paket.

### Po 2. světové válce
Když byl v roce 1949 znovuotevřen církevní proces beatifikace císaře Karla, pro který byly shromažďovány podklady již od roku 1928, přicestovala Zita vícekrát do Evropy, aby pomohla dohledávat dokumenty pro proces. V roce 1953 se do Evropy vrací natrvalo a usazuje se v Lucemburku u svého bratra Felixe.
Roku 1962 přesídlila Zita do biskupské rezidence v Zizersu poblíž Churu ve Švýcarsku, aby byla nablízku svým dětem a vnoučatům. (V tomtéž městě žil a zemřel i Zitin bratr Xavier Bourbonsko-Parmský (Francisco Javier), který se po vymření karlistické větve španělských Bourbonů v roce 1936 stal regentem Karlistického hnutí. V roce 1952 vznesl nárok na španělskou korunu, kdy pod jménem Javier (I.) jako pretendent založil druhou karlistickou dynastii.)

### Návrat do Rakouska

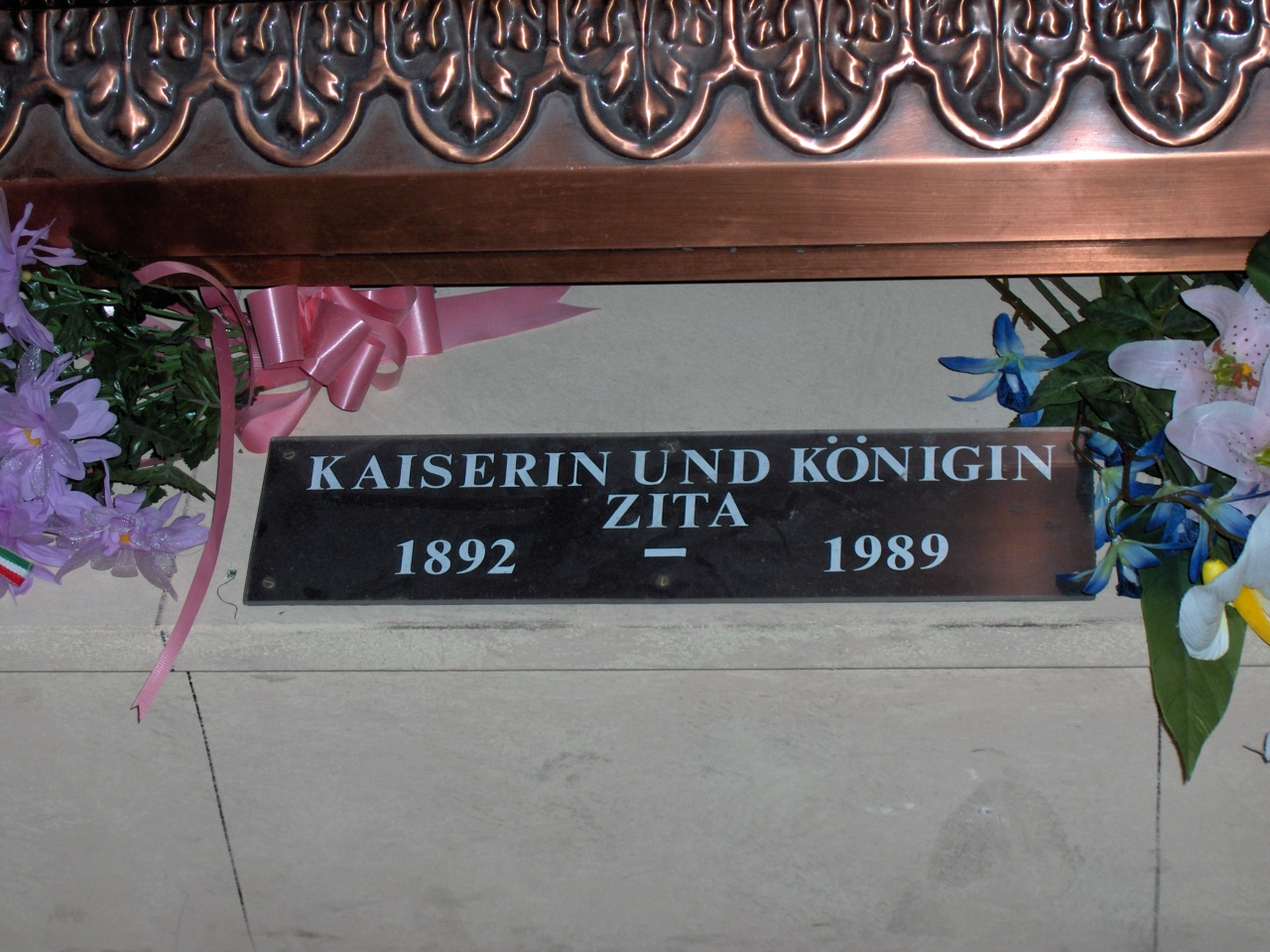
Zitina náhrobní deska v Kapucínském klášteře ve Vídni

Roku 1966 se mohl Ota Habsburský, po pro něho úspěšném soudním rozhodnutí správního soudu, poprvé vrátit zpět do Rakouska. Svých osobních práv na rakouský trůn se kvůli tomu musel vzdát (31. května 1961). Přímým zásahem španělského krále Juana Carlose I. bylo v roce 1982 rakouskou spolkovou vládou umožněno Zitě, aby navštívila zemi i bez vzdání se panovnického nároku (do habsburského rodu se totiž jen přivdala, takže de facto nemohla vznést reálné nároky na trůn). Již devadesátiletá Zita se po 63 letech exilu vrátila zpátky do země, kterou v roce 1919 opouštěla jako císařovna. Později ještě několikrát Rakousko navštívila, přičemž její příjezdy budily silnou pozornost médií (objevila se i v rakouské televizi).
Od svých 95. narozenin, které tradičně strávila v širokém kruhu příbuzenstva, se její zdravotní stav trvale velmi zhoršoval. V létě 1988 onemocněla na návštěvě u své dcery vleklým zápalem plic. Z lůžka už následujícího půl roku nevstala a na začátku března 1989, cítíc, že umírá, k sobě do Zizersu sezvala syna-následníka trůnu Otu a zbytek rodiny. V ranních hodinách 14. března 1989 zemřela.
Rakouská vláda umožnila, aby byla poslední rakouská císařovna dne 1. dubna 1989 (na den přesně 67 let od smrti svého manžela) se všemi poctami pohřbena v Císařské hrobce ve Vídni. Dodržen byl tradiční rituál, při němž je postupně třikrát zaklepáno na dveře a přítomný kapucínský mnich se pokaždé zeptá, kdo přichází. Poprvé jsou vyjmenovány všechny tituly zemřelé osoby (v Zitině případě tedy včetně české královny, moravské markraběnky atd.), podruhé je výčet titulů zestručněn. Mnich v obou případech odpoví: „Tu neznáme.“ Potřetí herold na otázku odpoví pouze „(Jméno) – smrtelný a hříšný člověk.“ Teprve potom je vstup otevřen a zesnulý je přijat do hrobky. Zitino srdce bylo podle tradice uloženo v klášteře Muri ve Švýcarsku – na stejném místě, kde spočívá i srdce jejího manžela. Bohatě navštívený pohřeb (mezi mnohými politiky byli přítomni i příslušníci královských rodů) ve vzrušené době celosvětových politických změn (rok 1989) se stal zároveň i určitou nostalgickou vzpomínkou na podunajskou monarchii a tehdejší „jednotu Evropy“.

## Proces blahořečení
V roce 2009 bylo ustaveno Sdružení pro blahořečení a svatořečení Zity, císařovny a královny, manželky a matky (1892–1989) a oficiálně zahájeno diecézní zkoumání ve francouzské lemanské diecézi. Od zahájení beatifikačního procesu, kterému předcházelo „Nihil Obstat“ neboli vyjádření vatikánského Dikasteria pro svatořečení, že nic nebrání tomu, aby se zahájilo řízení, je zesnulá císařovna jmenována Služebnicí Boží.

## Potomci
- Otto (20. listopadu 1912 – 4. července 2011) ∞ 1951 princezna Regina Sasko-Meiningenská (1925 – 2010), 5 dcer a 2 synové
- Adelheid (3. ledna 1914 – 3. října 1971), neprovdána, bez dětí
- Robert (8. února 1915 – 7. února 1996) ∞ 1953 princezna Markéta Savojská-Aosta (1930–2022), 3 synové a 2 dcery
- Felix (* 31. května 1916 – 8. září 2011) ∞ 1952 vojvodkyně Anna Evženie z Arenbergu (1925 – 1997), 3 synové a 4 dcery
- Karel Ludvík (10. března 1918 – 11. prosince 2007) ∞ 1950 princezna Yolanda z Ligne (* 1923 – 13. září 2023), 2 synové a 2 dcery
- Rudolf Syringus (5. září 1919 – 15. května 2010) ∞
  - 1953 hraběnka Xenia Czernichev-Besobrasov (1929–1968), 3 synové a 1 dcera
  - 1971 princezna Anna Gabriele von Wrede (* 1940), 1 dcera
- Šarlota (1. března 1921 – 23. července 1989) ∞ 1956 vévoda Jiří Meklenbursko-Střelický (1899 – 1963), bez dětí
- Alžběta Šarlota (31. května 1922 – 6. ledna 1993) ∞ 1949 princ von und zu Liechtenstein (1916 – 1991), 4 synové a 1 dcera

## Vývod z předků
|                         |                                          |  |                       |                                              |  |  |  |  |  |  |  | Ludvík Parmský |
|                         |                                          |  |                       |                                              |  |  |  |  |  |  |  |                |
|                         | Karel II. Parmský                        |  |                       |                                              |  |  |  |  |  |  |  |                |
|                         |                                          |  |                       |                                              |  |  |  |  |  |  |  |                |
|                         |                                          |  |                       | Marie Luisa Španělská                        |  |  |  |  |  |  |  |                |
|                         |                                          |  |                       |                                              |  |  |  |  |  |  |  |                |
|                         | Karel III. Parmský                       |  |                       |                                              |  |  |  |  |  |  |  |                |
|                         |                                          |  |                       |                                              |  |  |  |  |  |  |  |                |
|                         |                                          |  |                       | Viktor Emanuel I.                            |  |  |  |  |  |  |  |                |
|                         |                                          |  |                       |                                              |  |  |  |  |  |  |  |                |
|                         | Marie Tereza Savojská                    |  |                       |                                              |  |  |  |  |  |  |  |                |
|                         |                                          |  |                       |                                              |  |  |  |  |  |  |  |                |
|                         |                                          |  |                       | Marie Tereza Rakouská-Este                   |  |  |  |  |  |  |  |                |
|                         |                                          |  |                       |                                              |  |  |  |  |  |  |  |                |
|                         | Robert I. Parmský                        |  |                       |                                              |  |  |  |  |  |  |  |                |
|                         |                                          |  |                       |                                              |  |  |  |  |  |  |  |                |
|                         |                                          |  |                       | Karel X.                                     |  |  |  |  |  |  |  |                |
|                         |                                          |  |                       |                                              |  |  |  |  |  |  |  |                |
|                         | Karel Ferdinand Bourbonský               |  |                       |                                              |  |  |  |  |  |  |  |                |
|                         |                                          |  |                       |                                              |  |  |  |  |  |  |  |                |
|                         |                                          |  |                       | Marie Tereza Savojská                        |  |  |  |  |  |  |  |                |
|                         |                                          |  |                       |                                              |  |  |  |  |  |  |  |                |
|                         | Luisa Marie Terezie z Artois             |  |                       |                                              |  |  |  |  |  |  |  |                |
|                         |                                          |  |                       |                                              |  |  |  |  |  |  |  |                |
|                         |                                          |  |                       | František I. Neapolsko-Sicilský              |  |  |  |  |  |  |  |                |
|                         |                                          |  |                       |                                              |  |  |  |  |  |  |  |                |
|                         | Marie Karolína Neapolsko-Sicilská        |  |                       |                                              |  |  |  |  |  |  |  |                |
|                         |                                          |  |                       |                                              |  |  |  |  |  |  |  |                |
|                         |                                          |  |                       | Marie Klementina Habsbursko-Lotrinská        |  |  |  |  |  |  |  |                |
|                         |                                          |  |                       |                                              |  |  |  |  |  |  |  |                |
| Zita Bourbonsko-Parmská |                                          |  |                       |                                              |  |  |  |  |  |  |  |                |
|                         |                                          |  |                       |                                              |  |  |  |  |  |  |  |                |
|                         |                                          |  | Petr III. Portugalský |                                              |  |  |  |  |  |  |  |                |
|                         |                                          |  |                       |                                              |  |  |  |  |  |  |  |                |
|                         | Jan VI. Portugalský                      |  |                       |                                              |  |  |  |  |  |  |  |                |
|                         |                                          |  |                       |                                              |  |  |  |  |  |  |  |                |
|                         |                                          |  |                       | Marie I. Portugalská                         |  |  |  |  |  |  |  |                |
|                         |                                          |  |                       |                                              |  |  |  |  |  |  |  |                |
|                         | Michal I. Portugalský                    |  |                       |                                              |  |  |  |  |  |  |  |                |
|                         |                                          |  |                       |                                              |  |  |  |  |  |  |  |                |
|                         |                                          |  |                       | Karel IV. Španělský                          |  |  |  |  |  |  |  |                |
|                         |                                          |  |                       |                                              |  |  |  |  |  |  |  |                |
|                         | Šarlota Španělská                        |  |                       |                                              |  |  |  |  |  |  |  |                |
|                         |                                          |  |                       |                                              |  |  |  |  |  |  |  |                |
|                         |                                          |  |                       | Marie Luisa Parmská                          |  |  |  |  |  |  |  |                |
|                         |                                          |  |                       |                                              |  |  |  |  |  |  |  |                |
|                         | Marie Antonie Portugalská                |  |                       |                                              |  |  |  |  |  |  |  |                |
|                         |                                          |  |                       |                                              |  |  |  |  |  |  |  |                |
|                         |                                          |  |                       | Karl Thomas zu Löwenstein-Wertheim-Rosenberg |  |  |  |  |  |  |  |                |
|                         |                                          |  |                       |                                              |  |  |  |  |  |  |  |                |
|                         | Konstantin Löwenstein-Wertheim-Rosenberg |  |                       |                                              |  |  |  |  |  |  |  |                |
|                         |                                          |  |                       |                                              |  |  |  |  |  |  |  |                |
|                         |                                          |  |                       | Sophie zu Windisch-Grätz                     |  |  |  |  |  |  |  |                |
|                         |                                          |  |                       |                                              |  |  |  |  |  |  |  |                |
|                         | Adelaida Löwenstein-Wertheim-Rosenberg   |  |                       |                                              |  |  |  |  |  |  |  |                |
|                         |                                          |  |                       |                                              |  |  |  |  |  |  |  |                |
|                         |                                          |  |                       | Karel Ludvík Hohenlohe-Langenburský          |  |  |  |  |  |  |  |                |
|                         |                                          |  |                       |                                              |  |  |  |  |  |  |  |                |
|                         | Anežka Hohenlohe-Langenburská            |  |                       |                                              |  |  |  |  |  |  |  |                |
|                         |                                          |  |                       |                                              |  |  |  |  |  |  |  |                |
|                         |                                          |  |                       | Amálie Henrietta ze Solms-Baruth             |  |  |  |  |  |  |  |                |
|                         |                                          |  |                       |                                              |  |  |  |  |  |  |  |                |